# Amatepec, Guerrero
Amatepec är en ort i Mexiko.   Den ligger i kommunen Acapulco de Juárez och delstaten Guerrero, i den södra delen av landet, 270 km söder om huvudstaden Mexico City. Amatepec ligger 371 meter över havet och antalet invånare är 585.
Terrängen runt Amatepec är kuperad åt nordväst, men åt sydost är den platt. Runt Amatepec är det ganska glesbefolkat, med 34 invånare per kvadratkilometer. Närmaste större samhälle är El Limón, 13,9 km öster om Amatepec. Omgivningarna runt Amatepec är en mosaik av jordbruksmark och naturlig växtlighet.